# Patulul
Patulul är en kommunhuvudort i Guatemala.   Den ligger i departementet Departamento de Suchitepéquez, i den sydvästra delen av landet, 70 km väster om huvudstaden Guatemala City. Patulul ligger 315 meter över havet och antalet invånare är 14 196.
Terrängen runt Patulul är kuperad norrut, men söderut är den platt. Runt Patulul är det ganska tätbefolkat, med 166 invånare per kvadratkilometer. Närmaste större samhälle är Santa Lucía Cotzumalguapa, 18,6 km sydost om Patulul. I omgivningarna runt Patulul växer huvudsakligen savannskog.